# ソフトウェアハウス
ソフトウェアハウスあるいはソフトハウスとは、情報システムの構成要素となるソフトウェアを開発する会社である。事業内容としては下請けとしてソフトウェア開発作業を受託して実施するか、自社ブランドのソフトウェアの開発と販売を行う。一般的には社員の殆どがプログラマである。主にシステムインテグレーションの下請け構造の説明で用いられる用語で、自社サービスの展開を主力事業とするWeb系企業を含めない使い方が一般的である。

## 概要
ソフトウェア開発（システム開発以外も含む）を主たる事業として展開し、社員の大部分がプログラマである。社員数人〜100人と、一般的にはシステムインテグレーターよりも小規模であり、一般人は立ち寄らないような雑居ビルの一室や小さな一軒家にオフィスを構えている事が多い。一般販売されない業務用のシステムのソフトウェアを開発するため、表立っては知られていない会社が多いが、1960年代～1980年代のIT黎明期に創業した歴史ある中小企業も数多く存在する。一般的なソフトウェアハウスは下請け構造の最下流を担うことが多い分だけ給与水準が低い傾向にあるため、社員においてはキャリアアップと称してより上流の中堅～大手のシステムインテグレーターへの転職を目指す事例が多い。
ソフトウェアハウスの多くは独立系で、主に下流工程を担当し、余程小規模なシステムでない限りは要件定義から関わる事は殆ど無い。先進的な消費者向けサービスを頻繁に立ち上げて提供するWeb系のスタートアップ等とはビジネスモデルが異なり、長期に渡って業務で用いられるシステムのソフトウェアを開発するため、納品するシステムの不具合を可能な限り少なくする必要があり、枯れたライブラリやフレームワークのような、長期の稼働実績がある信頼性の高い技術を選ぶ傾向にある。また、ソフトウェアテストも細部に渡って実施する。人員の少なさから大半のプロジェクトを直接受注出来ないため上流工程に関わる事は稀で、下請け構造が生じている業務システム関連の案件で、下流工程の一部の作業のみを担当する事が多い。
NTTデータ数理システム，ジャストシステム，システム計画研究所などのように研究開発に比重を置いて固有の技術を開発し、高度なソフトウェアパッケージを提供する会社もあるが、ソフトウェアハウス全体からすれば極少数である。また、PCやサーバで動くアプリケーションだけでなく、自動車，産業機械，宇宙開発などで用いられる組み込みシステムを開発する事もあるが、これも少数に留まる。
ソフトウェアハウスには「メーカー系」「ユーザー系」「独立系」の3種類が存在する。多くのソフトウェアハウスは社員が数人〜100人程度の独立系の中小企業であり、SI（システムインテグレーション）業界の多重下請構造の末端に位置し、ITベンダーやシステムインテグレータが設計したシステムをソフトウェア化する役割を担っている。ニッチな需要を満たす独自のソフトウェアパッケージを販売する場合もあるが、大部分の会社ではITシステムの受託開発が主力事業であり、他社への労働力提供に重きを置いている。小規模なSES事業を行う場合もあり、実態として派遣会社と化している場合もある。何れにせよ、大手IT企業と比較した場合には市場競争力は殆ど無いため、ニッチな領域での企業活動が主となる。

### 種別
メーカー系ITベンダーの系列に属し、親会社の経営方針に沿ったソフトウェア開発を行う。親会社以外に対して受託開発を行う場合もある。
ユーザー系IT以外の事業を営む会社が、自社事業を推進する上で必要なソフトウェア開発を行うために設立した会社である。親会社以外に対して受託開発を行う場合もある。
独立系自社の経営方針に基づき、ありとあらゆる企業を対象としてソフトウェア開発を行う会社である。このタイプの会社がソフトウェアハウスの大部分を占める。

### 市場環境
日本のソフトウェアハウスの2004年時点での総売上高は8兆3000億円、事業所数は7297社であった。このデータから算出される1社当たりの平均売上高は11億4000万円で、ソフトウェアハウスには中小企業が多いことが分かっている。新興国である中国や台湾やベトナムなどでもソフトウェアハウスの設立が相次いでおり、世界各国のオフショアリングで活用されている。2000年代以降は、人件費が安い国の労働力を活用するオフショアリングの台頭により、日本国内のソフトウェアハウスもグローバルな価格競争に晒されており、受託単価の低下が進むにつれて経営状態は良好とは言い難くなって来ている。元請けの会社と比較して社員の待遇が悪い事が多く、元請けに近い会社に有力な人材が流出する傾向にある。教育にコストが掛けられないため、採用する人材に対しては即戦力を期待する傾向が強い。

### 更に小規模な業態
ソフトウェアハウスよりも小規模な業態としては、個人が会社から案件を受託するフリーランスや個人事業主などが該当するが、案件の都合で持ち帰りが許されず、フリーランスや個人事業主がソフトウェアハウスに常駐することがある。また、実力のある個人事業主が複数の個人事業主を雇ってチームで作業を行うこともある。